# Liva Tresch

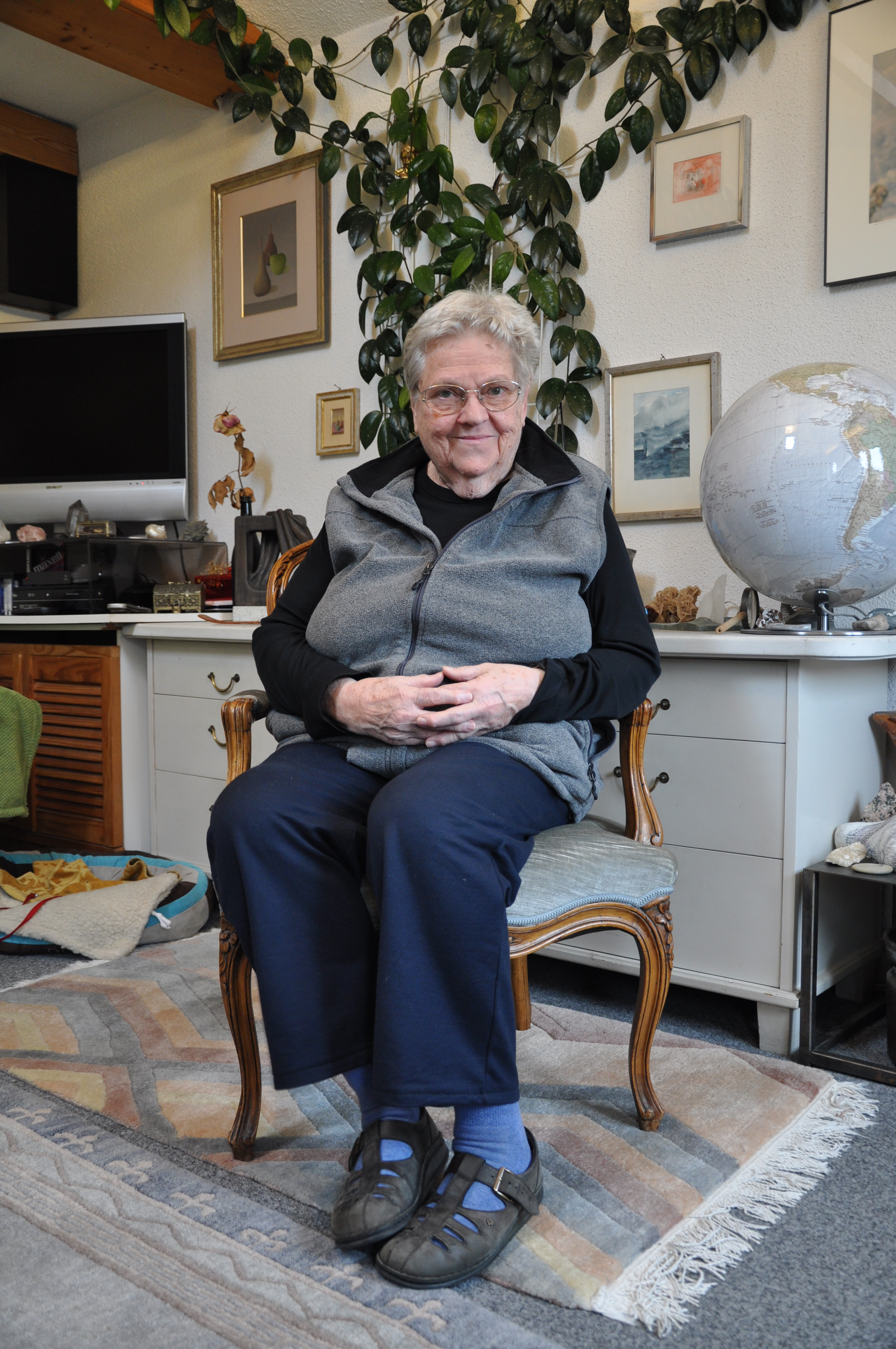
Liva Tresch, zuhause in Zürich, 2014

Liva Tresch (* 8. Mai 1933 in Hergiswil NW als Silvia Tresch) ist eine Schweizer Fotografin. Bekannt ist sie für ihre Fotografien aus den 1960er- und 1970er-Jahren in schwul-lesbischen Clubs in Zürich.

## Leben
Liva Tresch wuchs als uneheliches Kind zuerst im Fürsorgeheim für ledige Mütter in Hergiswil und dann in einer Pflegefamilie in Flüelen im Kanton Uri auf, dazwischen lebte sie auch bei ihrer streng katholischen Mutter auf einem Bauernhof oberhalb von Gurtnellen. «Die Kindheit war geprägt von Armut, Gewalt und Intoleranz. Homosexualität war des Teufels.» Mit 15 floh sie ins Tessin, wo sie in Fabriken arbeitete. Mit 20 kam sie nach Zürich, schlug sich mit diversen Jobs durchs Leben, bildete sich autodidaktisch als Fotografin aus und eröffnete das «Foto Atelier Tresch+Wenger», Zürich mit ihrer damaligen Lebenspartnerin Katrin Wenger. Liva Tresch lebt heute in Zürich.
Schon früh wusste Liva Tresch, dass sie Frauen liebt, und sie lebte ihr Leben offen, in einer Welt, die Lesbischsein ignorierte, tabuisierte und pathologisierte. Da sie eine ausgezeichnete Erzählerin ist, wurde sie schon mehrfach porträtiert. Sie ist eine der raren Zeitzeuginnen, die noch über die frühe Geschichte lesbischer Frauen in der Schweiz erzählen kann.
Porträtiert wurde Liva Tresch im Schweizer Dokumentarfilm «Katzenball» (2005) von Veronika Minder und im Buch «Seit dieser Nacht war ich wie verzaubert. Frauenliebende Frauen über siebzig erzählen» (2015) der Historikerin Corinne Rufli. Im April 2021 wurden sie und Teile ihres fotografischen Werks in einem Dokumentarfilm aus der Serie DOK mit dem Titel «Hass gegen LGBTQ+ – Von Diskriminierung und Widerstand» von Barbara Frauchiger des Schweizer Fernsehen SRF gezeigt. 

## Werk
Liva Tresch wurde mit ihrer Fotokamera zur Chronistin der lesbisch-schwulen Subkultur in Zürich. Ihre Bilder stellen ein einmaliges Zeugnis der Geschichte von Lesben, Schwulen und queeren Menschen der Schweiz dar. Sie fotografierte die legendären Fasnachtsbälle in der «Barfüsser»-Bar im Niederdorf, den Tuntenball im «Schützenhaus Triemli» oder auch den KüMa, den Künstlermaskenball in Zürich, auf dem auch mal Federico Fellini auftauchte. Ihre Aufnahmen sind wichtige und einmalige Zeugnisse der Lesben- und Schwulengeschichte der 1960er- und 1970er-Jahre in der Schweiz. Diese Fotografien sind im Schweizerischen Sozialarchiv Zürich archiviert. Der Bestand umfasst weit über 6000 Negative, rund ein Viertel davon in Farbe. Es handelt sich dabei fast ausschliesslich um Aufnahmen, die innerhalb der «Barfüsser»-Bar entstanden sind. Eine wissenschaftliche Erforschung steht noch aus.
Einige dieser Fotografien sind im mehrfach ausgezeichneten Dokumentarfilm «Katzenball» zu sehen. Der Film wurde an der Berlinale ausgezeichnet und an unzähligen Festivals gezeigt. In ihm geben fünf lesbische Frauen verschiedener Generationen der Schweiz Einblick in ihr Leben. «Persönliches und Historisches, Anekdoten und Zeitdokumente bilden eine Collage, die ein differenziertes Bild vom Anders-Sein vermittelt.» Liva Treschs Fotografien wurden mehrfach für Bücher oder Filme gebraucht oder ausgestellt, zuletzt in der Ausstellung «Imagine 68» im Jahr 2018 im Landesmuseum Zürich.